# Burmanniaceae
Burmanniaceae — родина квіткових рослин, що складається з 224 видів трав'янистих рослин 14 родів.

## Опис
Burmanniaceae — досить дрібні, часто ехлорофільні трави, які можна розпізнати за радіально-симетричними, часто більш-менш синіми квітками з нижньою зав'яззю, яка часто є крилатою. Зовнішні листочки оцвітини трохи більші за внутрішні, і є лише три тичинки, і вони розташовані навпроти внутрішніх листочків оцвітини.

## Роди
До родини належать такі роди:
1. Afrothismia Schltr.
2. Apteria Nutt.
3. Burmannia L.
4. Campylosiphon Benth.
5. Dictyostega Miers
6. Geomitra Becc.
7. Gymnosiphon Blume
8. Haplothismia Airy Shaw
9. Hexapterella Urb.
10. Marthella Urb.
11. Miersiella Urb.
12. Oxygyne Schltr.
13. Thismia Griff.
14. Tiputinia P.E.Berry & C.L.Woodw.

Однак Angiosperm Phylogeny Website визнає такі роди:
1. Apteria (вкл. Nemitis, Stemoptera)
2. Burmannia (вкл. Cryptonema, Gonyanthes, Maburina, Nephrocoelium, Tetraptera, Tripteranthus, Tripterella, Vogelia)
3. Campylosiphon (вкл. Dipterosiphon)
4. Dictyostega
5. Geomitra
6. Gymnosiphon (вкл. Benitzia, Cymbocarpa, Desmogymnosiphon, Ptychomeria)
7. Hexapterella
8. Marthella
9. Miersiella
10. Scaphiophora